# Геттінгер (Північна Дакота)
Геттінгер (англ. Hettinger) — місто (англ. city) в США, в окрузі Адамс штату Північна Дакота. Населення — 1074 особи (2020).

## Географія
Геттінгер розташований за координатами 46°0′13″ пн. ш. 102°38′5″ зх. д. / 46.00361° пн. ш. 102.63472° зх. д. (46.003521, -102.634613).  За даними Бюро перепису населення США в 2010 році місто мало площу 2,24 км², з яких 2,20 км² — суходіл та 0,04 км² — водойми.

## Демографія
Згідно з переписом 2010 року, у місті мешкало 1226 осіб у 587 домогосподарствах у складі 316 родин. Густота населення становила 547 осіб/км².  Було 704 помешкання (314/км²).
Расовий склад населення:
| - 97,4 % — білих - 0,7 % — корінних американців - 0,7 % — азіатів - 0,2 % — чорних або афроамериканців |

До двох чи більше рас належало 1,1 %. Частка іспаномовних становила 0,9 % від усіх жителів.
За віковим діапазоном населення розподілялося таким чином: 19,5 % — особи молодші 18 років, 55,3 % — особи у віці 18—64 років, 25,2 % — особи у віці 65 років та старші. Медіана віку мешканця становила 48,0 року. На 100 осіб жіночої статі у місті припадало 76,1 чоловіків;  на 100 жінок у віці від 18 років та старших — 73,8 чоловіків також старших 18 років.
Середній дохід на одне домашнє господарство  становив 79 972 долари США (медіана — 56 071), а середній дохід на одну сім'ю — 93 982 долари (медіана — 69 196). За межею бідності перебувало 8,8 % осіб, у тому числі 12,4 % дітей у віці до 18 років та 4,9 % осіб у віці 65 років та старших.
Цивільне працевлаштоване населення становило 715 осіб. Основні галузі зайнятості: освіта, охорона здоров'я та соціальна допомога — 34,5 %, сільське господарство, лісництво, риболовля — 15,7 %, будівництво — 11,9 %, фінанси, страхування та нерухомість — 9,7 %.